# Augangela xanthomias
Augangela xanthomias är en fjärilsart som beskrevs av Edward Meyrick 1932. Augangela xanthomias ingår i släktet Augangela och familjen glasvingar. Inga underarter finns listade i Catalogue of Life.